# Confine tra Kenya e Tanzania
ll confine tra il Kenya e la Tanzania ha una lunghezza di 775 km e si estende in direzione sud-est dal Lago Vittoria a ovest, fino all'Oceano Indiano a est.

## Descrizione
Il confine parte dal triplice confine con l'Uganda posto sul Lago Vittoria e prosegue attraverso una linea retta in direzione sud-orientale estendendosi per circa 463 km e passando a est del Kilimangiaro e all'estremità meridionale del lago Jipe. ll confine procede da questo lago con un altro rettilineo verso sud-est per circa 302 km. Il tracciato è infine caratterizzato da brevi linee rette e attraversato da corsi d'acqua fino al suo punto finale a Ras Jimbo, sull'Oceano Indiano. La parte terrestre del confine è demarcata da pilastri.

## Storia
Il confine tra i due paesi risale all'epoca coloniale quando Gran Bretagna e Germania, a partire dal 1886, stabilirono vari accordi sulle loro reciproche sfere di influenza poste tra la sponda orientale del lago Vittoria e l'Oceano Indiano. Un accordo anglo-tedesco del 1890 delimitò un confine estendendo le aree di influenza verso ovest attraverso il lago Vittoria. Successivi accordi di delimitazione vennero stabiliti nel 1893 e nel 1900.
Una commissione congiunta anglo-tedesca esaminò e delimitò il confine tra il lago Jipe e il lago Vittoria tra il 1902 e il 1906. L'accordo finale venne sottoscritto a Berlino il 18 luglio 1906 e stabilì la delimitazione e la demarcazione del confine basato sui lavori della commissione. L'accordo non fu ratificato dai rispettivi governi ma l'allineamento dell'attuale confine Kenya-Tanzania segue la demarcazione del 1902-1906.
L'area corrispondente all'attuale Kenya venne controllata dalla Gran Bretagna nel 1888 tramite la Compagnia britannica dell'Africa Orientale e nel 1895 fu trasferita alla corona, diventando protettorato dell'Africa orientale. Tra il 1885 e la prima guerra mondiale, il Tanganica, corrispondente alla parte continentale dell'attuale Tanzania, rappresentava gran parte dell'area dell'Africa orientale Tedesca insieme al Ruanda-Urundi e al Triangolo di Kionga.
Dal 1920 fino all'indipendenza del 1963, il Kenya ebbe il duplice status di colonia e protettorato. Il Tanganica, dopo la sconfitta tedesca nella prima guerra mondiale, fu posto sotto l'amministrazione britannica prima come mandato della Società delle Nazioni e successivamente, nel 1946, come territorio fiduciario delle Nazioni Unite.
Il Tanganica acquisì l'indipendenza come repubblica il 21 dicembre 1961. La Repubblica Unita di Tanzania si formò nel 1964 con la fusione di Tanganica e Zanzibar.

## Ecosistemi
Alcuni parchi nazionali posti nel territorio di confine keniota-tanzaniano sono contigui e formano un unico ecosistema:
- Il Parco Nazionale del Serengeti (Tanzania) e il Masai Mara (Kenya)
- Il Parco nazionale di Mkomazi (Tanzania) e il Parco nazionale dello Tsavo (Kenya)[7]

## Insediamenti vicino al confine

### Kenya
- Isebania
- Loitokitok
- Lunga Lunga
- Namanga
- Taveta

### Tanzania
- Holili
- Isebania
- Namanga